# 440 î.Hr.

## Evenimente

### După loc

#### Grecia
- Samos, un membru autonom al Ligii de la Delos și unul dintre principalii aliați ai Atenei care deținea o flotă proprie, a intrat în dispută cu Miletul și a apelat la Atena pentru asistență. Pericle a decis în favoarea Miletului, ceea ce a dus la revolta Samosului. Pericle a plecat la Samos în fruntea unei flote pentru a răsturna conducerea oligarhică a insulei și a instala în loc una democratică. Sparta a amenințat că va interveni, însă la adunarea Ligii Peloponesiace, membrii săi au votat să nu intervină de partea Samosului împotriva Atenei.

#### Republica Romană
- Foamete la Roma[1].

#### China
- Zhou Kao Wang devine rege al dinastiei Zhou din China.

### După disciplină

#### Fizică
- Democrit propune existența unor particule indivizibile, pe care le denumește atomi.

## Arte, științe, literatură și filozofie
- Policlet termină una dintre cele mai apreciate statui ale sale, Doryphorosul (dată aproximativă).
- Stela Demetra, Persefona și Triptoleme este creată în Eleusina (dată aproximativă). În prezent este păstrată la Muzeul Național de Arheologie din Atena.
- Un templu dedicat lui Poseidon este ridicat la Sounio.

## Nașteri
- Andocides, om politic și orator atenian (d. 391 î.Hr.)
- Cynisca, prințesă greacă a Spartei (d. ?)

## Decese
- Ducetius, lider elenizat al tribului siculilor și fondatorul statului sicilian unificat (n. ?)
- Ezra, preot și scrib evreu (n. 480 î.Hr.)

## Legături externe
Materiale media legate de 440 î.Hr. la Wikimedia Commons